# Zuckersäuren

Fischer-Projektion von D-Gluconsäure, einer zu den Zuckersäuren zählenden Aldonsäure, die durch Oxidation von D-Glucose entsteht

Unter Zuckersäuren versteht man Polyhydroxycarbonsäuren, die durch Oxidation aus einfachen Zuckern (Monosacchariden) entstehen. Dabei werden bei Aldosen die Aldehyd-Gruppe oder die primäre (endständige) Alkohol-Gruppe bzw. bei Ketosen die primäre Alkohol-Gruppe zu einer Carboxygruppe oxidiert.
- Aus Aldosen entstehen so bei milder Oxidation Aldonsäuren, bei denen die Aldehyd-Gruppe oxidiert ist (z. B. D-Glucose → D-Gluconsäure).[1]
- Wird bei Aldosen die primäre Alkohol-Gruppe oxidiert, so erhält man Uronsäuren (z. B. D-Glucose → D-Glucuronsäure).
- Bei energischerer Oxidation von Aldosen entstehen Aldarsäuren (z. B. D-Glucose → D-Glucarsäure, die Zuckersäure im engeren, technischen Sinne), die zwei Carboxygruppen tragen.

Weitere Beispiele: Threose → Threarsäure (Weinsäure), D-Galactose → Schleimsäure, D-Mannose → D-Mannozuckersäure
- Ketoaldonsäuren ergeben sich formal durch Oxidation der primären Alkohol-Gruppe von Ketosen, technisch jedoch durch Oxidation einer sekundären Alkohol-Gruppe von Aldonsäuren (z. B. D-Fructose → 2-Oxo-D-gluconsäure).

## Merkregeln zu den Oxidationsprodukten der Monosaccharide
- Sind in der Fischer-Projektion die zugrundeliegenden Monosaccharide oben oxidiert, also am C1, heißen sie Onsäuren (Aldonsäuren), z. B. Gluconsäure.
- Sind in der Fischer-Projektion die zugrundeliegenden Monosaccharide unten oxidiert, also am letzten C, heißen sie Uronsäuren, z. B. Glucuronsäure.
- Sind in der Fischer-Projektion die zugrundeliegenden Monosaccharide oben und unten oxidiert, also am C1 und am letzten C (d. h., alles ist oxidiert), heißen sie Arsäuren (Aldarsäuren), z. B. Glucarsäure.

## Eigenschaften
Zuckersäuren neigen zur Lactonbildung. Viele Zuckersäuren treten als Stoffwechselprodukte auf oder sind Bestandteile polymerer Naturstoffe (z. B. der Pektine, der Glykosaminoglykane, des Chondroitinsulfats u. a.).